# Blepisanis basirufipennis
Blepisanis basirufipennis là một loài bọ cánh cứng trong họ Cerambycidae.